# (8495) 1990 QV1
A (8495) 1990 QV1 a Naprendszer kisbolygóövében található aszteroida. Henry E. Holt fedezte fel 1990. augusztus 22-én.